# Pegomya rubrivaria
Pegomya rubrivaria este o specie de muște din genul Pegomya, familia Anthomyiidae, descrisă de Huckett în anul 1967. Conform Catalogue of Life specia Pegomya rubrivaria nu are subspecii cunoscute.